# Edesio di Alessandria
Edesio di Alessandria (III secolo – Alessandria d'Egitto, 9 aprile 306), è stato un martire cristiano ed è venerato come santo dalle Chiese cristiane.

## Biografia
Nacque in Licia, Asia Minore, da famiglia Pagana . Suo fratello verrà venerato come sant'Appiano martire.In giovinezza  studio filosofia, ove venne a conoscenza di San Panfilo, che lo convertì al cattolicesimo.
Lo storico Eusebio di Cesarea afferma che Edesio era un filosofo convertito al cristianesimo. Venne imprigionato diverse volte e condannato a lavorare nelle miniere della Palestina. Dopo la  liberazione si rifugiò in Egitto. Si ribellò alla schiavitù delle vergini consacrate costrette a lavorare nei bordelli. Edesio biasimò il giudice per questo, ma venne catturato, torturato, e annegato.

## Culto
Secondo il Martirologio Romano il giorno dedicato al santo è il 9 aprile:
(Martirologio Romano)
La chiesa Ortodossa lo celebra il 2 aprile assieme al fratello.